# 内藤ルネ
内藤 ルネ（ないとう ルネ、1932年11月20日 - 2007年10月24日）は、日本のイラストレーター、デザイナーである。本名は内藤功（ないとう いさお）。
中原淳一に師事し、1950年代半ばから『ジュニアそれいゆ』など少女雑誌にイラストや人形作品を発表。以降の少女文化・イラストに大きな影響を与え、「Kawaii」文化の先駆けとなった。ほか1971年には「ルネパンダ」「イチゴデザイン」「白いインテリア」などを発表、発信し一世を風靡した。
また、長年にわたり男性同性愛雑誌の『薔薇族』で表紙を描いたことでも知られる。

## 経歴
愛知県岡崎市羽根町生まれ。生家は東海道本線岡崎駅の駅前の青果店。岡崎市岡崎国民学校（現・岡崎市立岡崎小学校）卒業。1948年、蒲郡町（現・蒲郡市）の紳士服店に住み込みで働き始める。
1951年、19歳で抒情画家の中原淳一に呼ばれ上京、中原が主宰する出版社のひまわり社に入社。雑誌『ひまわり』、『それいゆ』の編集を手伝いながら挿絵などを描くようになる。フランスの映画監督のルネ・クレマンからとって筆名を「内藤瑠根」とする。1954年、『ジュニアそれいゆ』の創刊号から主要メンバーとなりイラスト・人形作品を掲載。この頃から1964年頃まで『少女クラブ』（講談社）、『りぼん』（集英社）、『なかよし』（講談社）、『女学生の友』（小学館）など少女雑誌各誌の口絵・付録・イラスト作品を多数手がける。

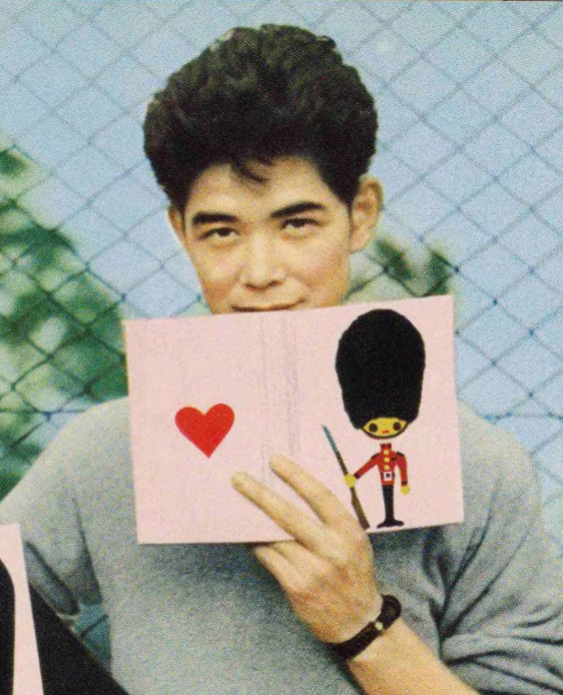
イラストレーター、モデルとして活躍した藤田竜。内藤のパートナーでもあった。

1950年代、ひまわり社のモデル募集に応じて、東京都立駒場高等学校の生徒だった藤田竜（本名：本間真夫）が編集部を訪れる。このとき内藤は藤田にひとめぼれするが、藤田は同社発行の雑誌にモデルとしてたびたび登場することとなる。
1950年代後半に筆名を「瑠根」から「ルネ」に改めた。1959年10月、『こんにちは！マドモアゼル』をひまわり社から刊行。1961年頃から1980年代まで、マスコット人形・食器・インテリア雑貨・キャラクター文房具などを多数デザイン。1964年、『服装』（婦人生活社）に手芸・インテリアの提案などを行う自由なテーマ連載を開始、『私の部屋』（婦人生活社）に引き継がれ中断を経ながらも1992年まで続く。
1971年、「ルネパンダ」を発表。翌年の日本でのパンダブームのさきがけとなった。
同年7月、日本初の商業ベースの男性同性愛雑誌『薔薇族』の創刊号が発売。表紙を描いたのは当時内藤のパートナーであった藤田竜であった。内藤の絵は1980年から佐原サムの名で同誌に使われた。1984年2月号から内藤ルネ名義で、1998年9月号まで14年にわたり表紙を描いた。
内藤と藤田は千駄ケ谷駅の近くの豪華なマンションに住み、バブル期に上北沢と江ノ島の土地を売って7億円もの金を有していたが、1990年代に趣味で集めた人形の美術館の計画で詐欺に遭いほぼ全財産を失う。2001年、僅かに残された静岡県修善寺町（現・伊豆市）の土地に自らの人形コレクションを紹介する「内藤ルネ人形美術館」を開館させた。
2002年7月、東京の弥生美術館で初の回顧展「内藤ルネ展　〜ミラクル・ラヴリー・ランド〜」が開かれたのを機に新たなファンを獲得。かつて出版した著書が復刻されるなど再び脚光を浴びた。2005年7月、「内藤ルネ初公開コレクション展—日本の可愛（かわい）いはルネから始まった」が開催された。
2005年に出版した自伝の中で同性愛者であることを告白した。
2007年10月24日、急性心不全のため静岡県伊豆市の自宅で死去。74歳没。

## ギャラリー

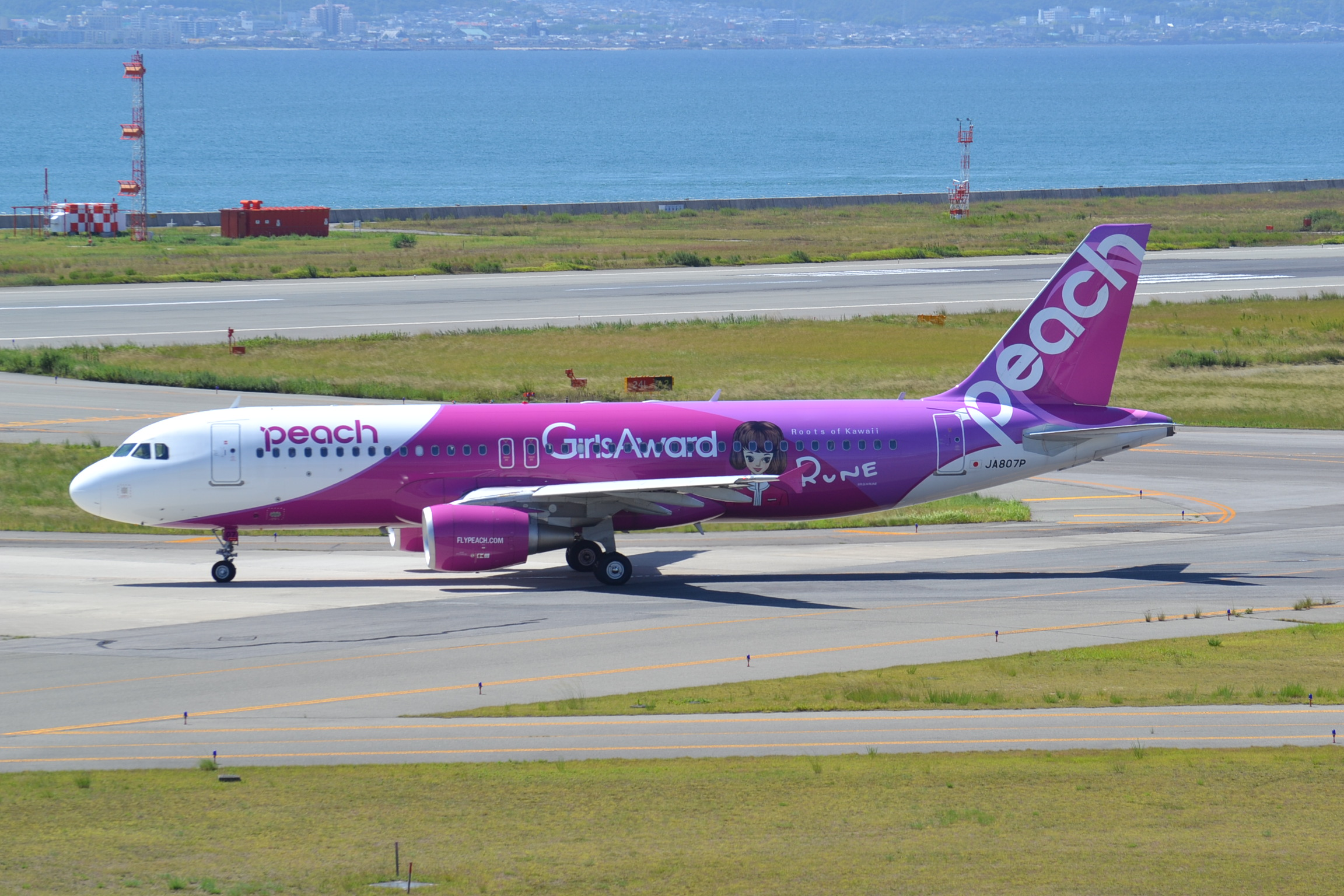
内藤のイラストがラッピングされたエアバスA320neo
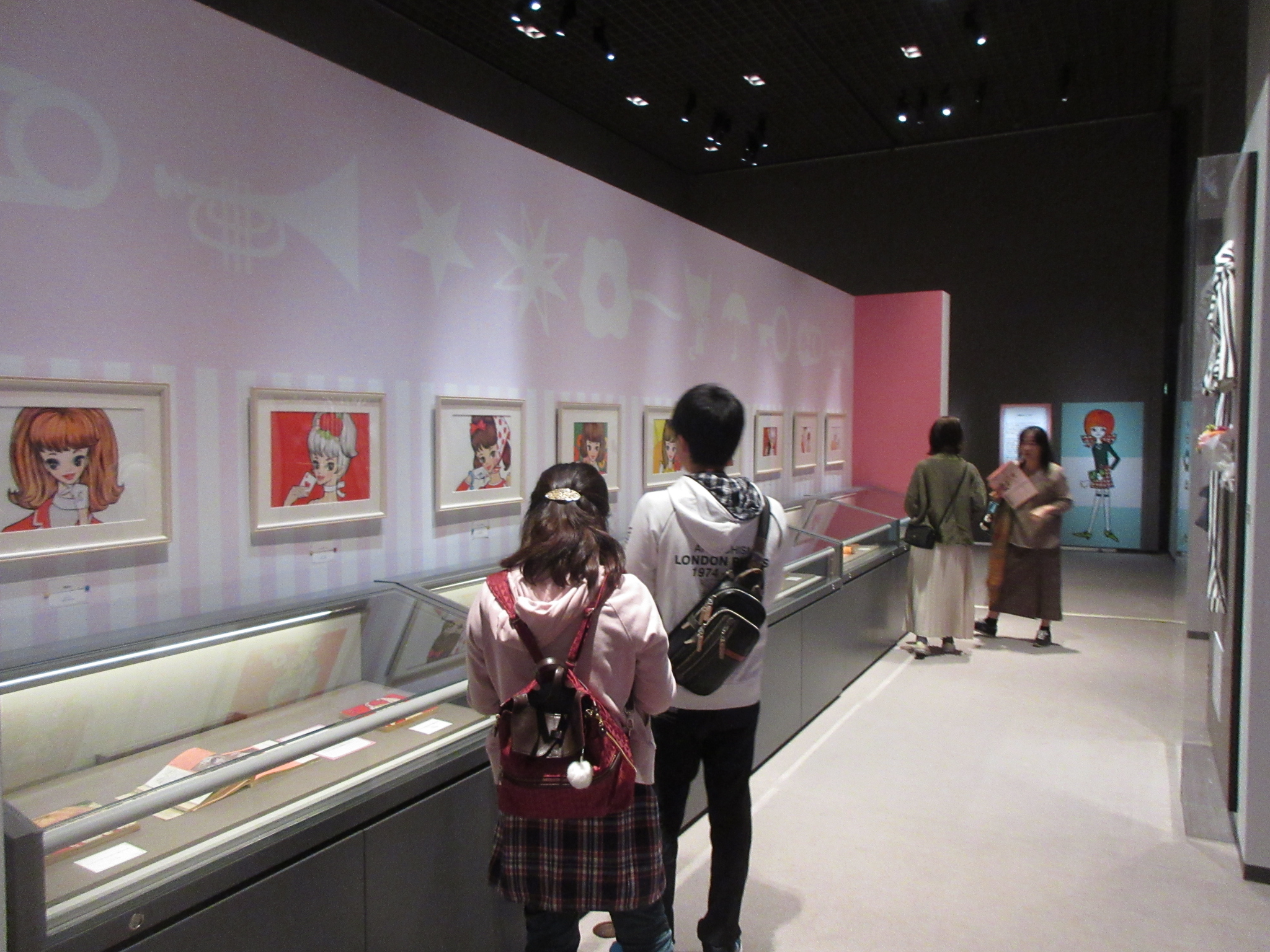
全国各都市で開催された回顧展（岡崎市美術博物館、2019年）
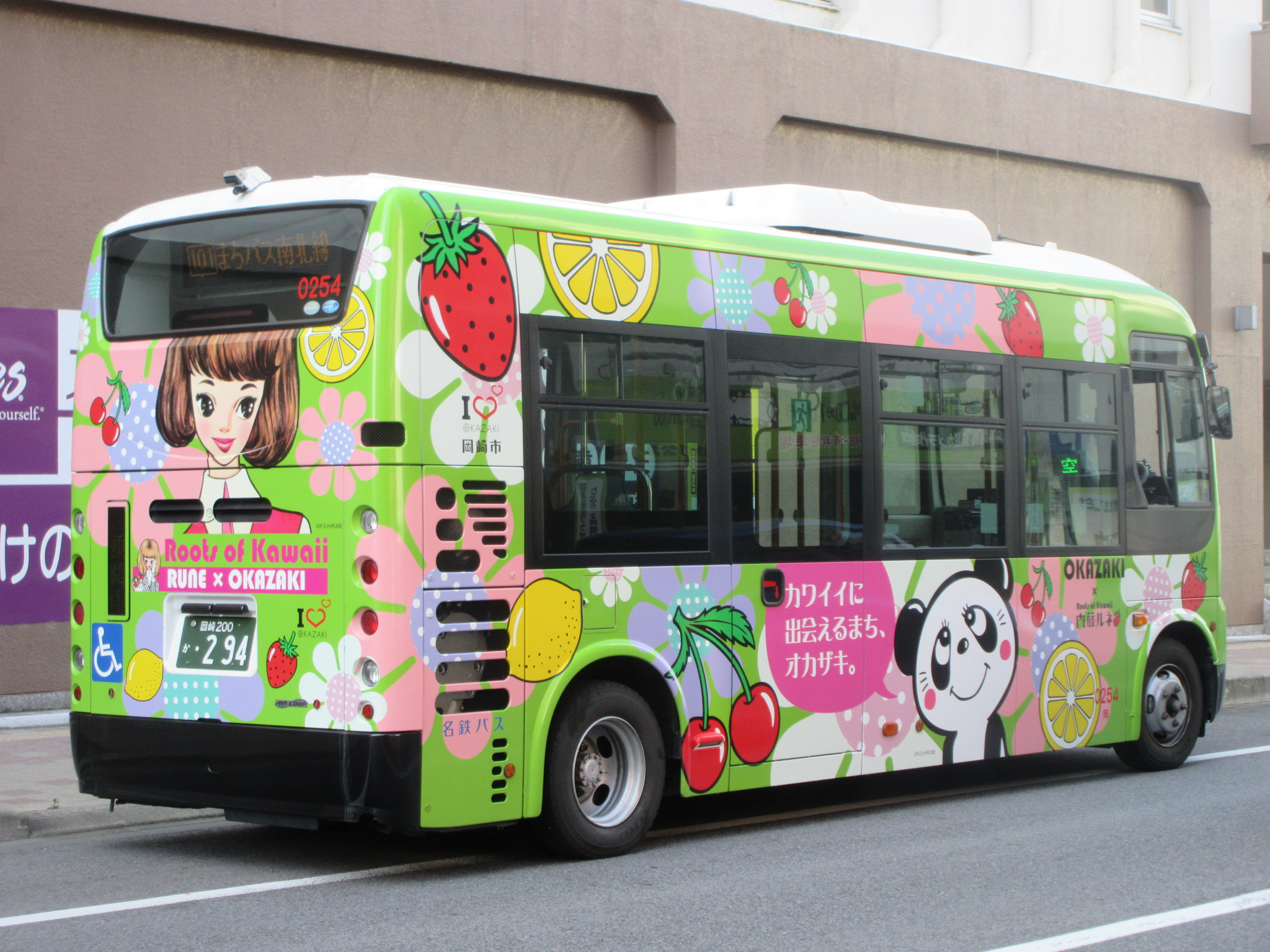
郷里の愛知県岡崎市のコミュニティバス、「まちなかにぎわいバス」（2019年）
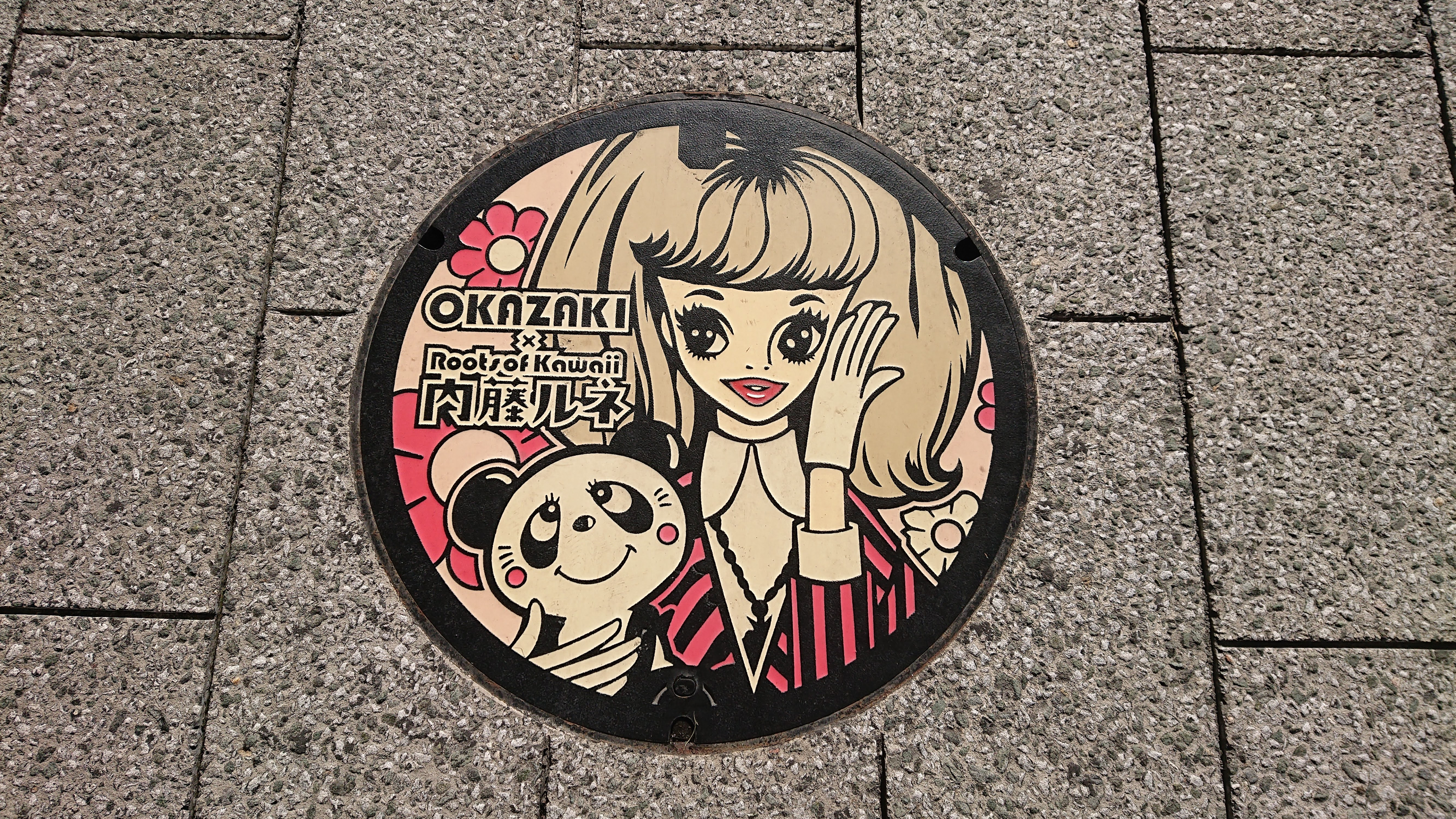
岡崎市のマンホール
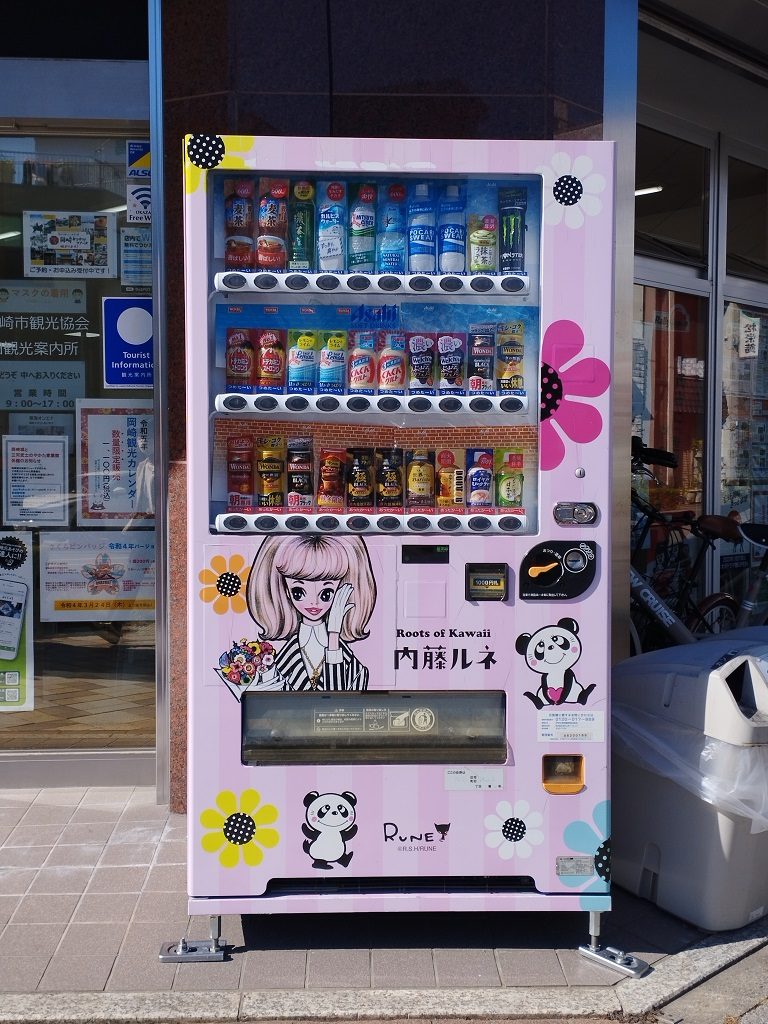
岡崎市の自動販売機

## 没後
2012年にマスターライセンサーとして株式会社ルネが設立され、カワイイの聖地「原宿」に新たなライセンサーとしてその業務を開始した。現在同社において、様々なアイテムによる商品化や原画展等を行っている。
2007年
- 美術展「内藤ルネ展―“ロマンティック”よ、永遠に」の全国巡回開始。

2012年
- 「もうひとつの内藤ルネ展」を渋谷PARCOミュージアムにて開催。
- LINEにて「スタンプ」をリリース。

2013年
- 「内藤ルネ デビュー60周年展」を渋谷ヒカリエにて開催。初日に行われた記者会見では200社を超すメディアが集結。会期中の来客数、売上ともに同会場の記録を更新。
- Peach AviationにRUNEのラッピング機が就航。LCC航空「Peach Aviation&アジア最大級のファッション＆音楽イベント「Girls Award」とのコラボレーションにより、国際線を含む3機にCAを模したルネガールとRUNEのロゴが、Peachの機体にラッピングされる。
- 「全国メイクアップ選手権大会」メインキャラクター。ラフォーレ原宿ミュージアムで行われた「全国メイクアップ選手権大会」のテーマ「ルーツ of Kawaii」とともにルネガールがメインヴィジュアルに起用される。
- Tokyo Crazy Kawaii Parisに出展。フランス、パリで行われたクールジャパンイベントに招聘され出展。
- 「Girls Award」に出展。アジア最大級の音楽＆ファッションイベント「GirlsAward 2013 AUTUMN/WINTER」のランウェイステージとブースにて出展する。

2014年
- 「美少女の美術史」に出展。青森県立美術館を皮切りに、静岡県立美術館、島根県立美術館の３美術館にて開催される「美少女の美術史」に多くの美少女画とともに出展。
- 「内藤ルネ展　-時代と少女達-」を渋谷Bunkamuraギャラリーにて開催。

2015年
- 3月、女性誌『Violetta』（双葉社）の表紙にルネガールが登場。「ジュニアそれいゆ」以来55年ぶりにルネガールが雑誌の表紙を飾る
- Peach AviationにRUNEのラッピング機が第2弾が就航。「Peach Aviation」×Violetta×RUNEのトリプルコラボレーションにより3デザインのルネガールが機体にラッピングされる。
- 10月21日～26日、Roots of Kawaii「内藤ルネ展」 ～夢をあきらめないで～を伊勢丹新宿本館6階にて開催
- 11月2日～4日、文化学園の文化祭にて「ルネに恋して・・・内藤ルネ復刻衣装発表会」開催
- 12月2日～8日、伊勢丹相模原店にて「内藤ルネPOP UP STORE」開催
- 12月26日、ジェイアール京都伊勢丹にて「内藤ルネ展」開催（2016年1月4日まで）

2016年
- 明星チャルメラ「50周年キャンペーン」。キャンペーンにルネのラーメンボウルが登場。
- 2月10日～15日、新潟伊勢丹にて「内藤ルネ展」開催
- 4月29日～5月8日、広島三越にて「内藤ルネ展」開催
- 7月13日～7月19日、丸井今井札幌店にて「内藤ルネ展」開催
- 7月27日～8月1日、岩田屋本店にて「内藤ルネ展」開催
- 8月10日～8月22日、名古屋栄三越にて「内藤ルネ展」開催
- 12月19日～25日、上海　万科広場にて内藤ルネ　パネル展を開催。中国でも好評を博す。

2017年
- バレンタインコラボレーション企画「内藤ルネ〜メリーチョコレート」を実施 大丸松坂屋各店にて「内藤ルネ〜メリーチョコレート」のバレンタイン企画を実施
- 3月17日～３月31日、ルミネ立川の開店35周年記念イベントとして「内藤ルネ作品展を開催」。期間中、ポスターをはじめとするキービジュアルに「ルネガール」が起用される。
- 11月14日～11月27日、松坂屋静岡店にて「内藤ルネ展～たくさんの愛をこめて～」開催

2018年
- 2018年より内藤ルネの生誕地である愛知県岡崎市にて「内藤ルネプロジェクト」が始動。「Kawaiiに出会えるまち、オカザキ」をテーマに掲げ観光ポスター、フォトスポット、グッズ販売など、市内各所の観光名所、商業施設にてさまざまな企画が立ち上がる。
- 1月10日～21日、大丸梅田店にて「内藤ルネ展～たくさんの愛をこめて～」開催[14]
- 6月8日～14日、松坂屋上野店にて「内藤ルネ展～たくさんの愛をこめて～」開催
- 8月1日～12日、イオンモール岡崎にて「内藤ルネ展」開催[15][16]
- パリ東京文化タンデム2018 「FUROSHIKI PARIS」に出展。日本の伝統であり芸術かつ環境の知恵とされている「風呂敷」の魅力を発信するアートイベント「FUROSHIKI PARIS」に日仏の著名アーティストらと共に選出され、参加。海外からも高い評価を得る。

2019年
- 岡崎市にてルネガール、パンダのラッピングバスが登場。
- 11月23日、岡崎市美術博物館にて、初公開作品を多数含む回顧展「内藤ルネ展 ―夢見ること、それが私の人生」が開催（2020年1月13日まで）[17][18][19]。
- 11月23日、岡崎市にて内藤ルネのデザインマンホールが登場。「ルネセブン」と題した7色のマンホールふたを市内7カ所に設置[20]。

## エピソード

### 師・中原淳一
抒情画家の中原との出会いは、戦時下にあった少年時代。友達と忍び込んだ空き家に散らばっていた少女画を目にしたことから、中原の描く世界に憧れた。戦後、学校を卒業し将来の進路に迷っていた時に書店で中原の雑誌 『それいゆ』 （ひまわり社）を見つけ手紙を出した。その時のことについてルネは「絵や詩も入れて、淳一先生にお手紙を60通ほど書いたんです。あきらめかけた時に『お元気ですか?』と先生から年賀状が届いた。奇跡が起こったんですね」 と語っている。中原に呼ばれ19歳で上京、中原が主宰する出版社のひまわり社に入社した。雑誌『ひまわり』『それいゆ』の編集を手伝いながら小品のカット絵などを描くようになり、『ジュニアそれいゆ』創刊と同時に主要メンバーとしてイラスト・人形作品を掲載した。またルネは「私の画風が淳一先生とはまるで違っていたから先生は描かせたと思うの。似ていたら描かせなかったと思うの」 と、デビュー当時の思い出をこのように語っている。

### ルネパンダ
1971年、イギリスのロンドン動物園で初めて見たジャイアントパンダ（チチ、アンアン）からキャラクターのルネパンダを生み出した。翌1972年に日中国交正常化を記念して中国政府から2頭のジャイアントパンダ（カンカン、ランラン）が東京の上野動物園に贈られることになると日本にパンダブームが起こり、ぬいぐるみ、陶器人形、文具などのルネパンダのグッズ類が大人気となった。
パンダブームでは劇場用アニメーション映画の『パンダコパンダ』が製作されたり他にも数多くのパンダのキャラクターグッズが生み出されていたが、いずれもパンダ来日をきっかけに企画や製作されたものであったため1971年にルネパンダを発表したルネが日本で初めてパンダを描いたアーティスト（イラストレーター）と言われている。
基本的にジャイアントパンダの尻尾は白色の毛で覆われているが、内藤はあえてルネパンダの尻尾を黒にしている。パンダブームで製造された他のパンダキャラクターグッズもこれに追従する形となり、「ジャイアントパンダの尻尾は黒」と考える人も多かった。
ただ1958年公開のアニメ映画『白蛇伝』東映動画に登場するジャイアントパンダの尻尾も黒く彩色されている。

### テレビ出演
2002年7月4日から9月29日まで東京都文京区にある弥生美術館で初の回顧展が開催されたが9月7日放送のTBSテレビ『王様のブランチ』のワンコーナーで紹介され、ロケ収録映像の中でルネ本人が登場している。ロケレポートを行ったタレントのはしのえみはルネパンダや各種キャラクター文房具、ファンシーグッズ類は認知していたが作者のルネは名前の印象から女性であると思っていた。
ルネの作り出した作品は広く知られていたものの自身は知る人ぞ知る存在であったため、時折自ら「内藤ルネ人形美術館」で案内役に立っても気付かない観覧者がおり自己紹介して驚かれることが少なくなかったという。

### 開運！なんでも鑑定団
2009年、テレビ東京系列の『開運!なんでも鑑定団』にゲストの箕輪はるか（ハリセンボン）が、自身の母がその友人からもらい受けたという「謎のソフトビニール人形」を出品し、鑑定士の北原照久が「内藤ルネの『かみなり坊や』」と鑑定。鑑定額5万円。

### 特集テレビ番組
2018年1月26日、NHK総合放送『金とく』の「そして"カワイイ"が生まれた~内藤ルネ 光と影」の回で、愛知県出身のカワイイ発信者として紹介された。愛知県、岐阜県、三重県、福井県、石川県で放送された。大きな反響を呼び、以降もNHK　BSプレミアム（全国）、NHKワールド（ワールドワイド）と計5回にわたり放送される。

## 主な著作

### 書籍
- こんにちは！マドモアゼル（1959年10月10日、ひまわり社）
  - こんにちは！マドモアゼル（2004年5月、河出書房新社） 復刻版
- 幻想館の恋人たち（1968年、サンリオ） 短編集
- 内藤ルネ ―少女たちのカリスマ・アーティスト（2002年6月、河出書房新社）

- 内藤ルネ自伝 すべてを失くして―転落のあとに（2005年7月、小学館クリエイティブ）
- 中村圭子（監） 『内藤ルネ ART BOX Roots of Kawaii』 講談社、2015年

### ぬり絵
- 内藤ルネの乙女チックぬり絵（2006年4月、自由国民社）
- 内藤ルネ　ぬり絵ブック（2015年10月23日、講談社）

### 雑誌
- 薔薇の小部屋（1978年、第二書房） 企画・編集・執筆を担当
低年齢層の読者向けではない大人の女性向けの少女雑誌で「なつかしの少女雑誌」や「おもいでの少女小説」などを特集、季刊誌として刊行されたが夏の号（創刊号）、秋の号の2号で事実上廃刊となった。
- 私の部屋スペシャル 人形物語（1981年1月、婦人生活社） 編集・執筆を担当
- Violetta（2015年、双葉社）　表紙と特集ページが毎号掲載される。